# Sheffield Heeley (circonscription du Parlement britannique)
La circonscription de Sheffield Heeley est une circonscription situé dans le Yorkshire du Sud représenté à la Chambre des communes du Parlement britannique.